# The Master of Disguise
Cet article concerne le film de Perry Andelin Blake. Pour l'album de Lizzy Borden, voir Master of Disguise.
Pour plus de détails, voir Fiche technique et Distribution.
The Master of Disguise ou Le Maître du déguisement au Québec est un film américain de Perry Andelin Blake, sorti en 2002. 

## Synopsis
L'arbre de la famille Disguisey vient de laisser tomber une noix... Pistachio. Tantôt il est une vieille femme, tantôt un homme tortue, ou encore le président George W. Bush. C'est le maître du déguisement. Pistachio Disguisey est un serveur aux bonnes manières dont la vie est sur le point de changer car le génie du crime, Devlin Bowman, a enlevé ses parents et force son père Fabrizzio à voler des trésors inestimables à travers le monde. C'est donc à lui de sauver l'honneur. C'est alors que son grand-père lui révèle un héritage secret de famille : il descend d'une longue lignée de brillants maîtres du déguisement. Rapidement entraîné sur l'Art ancestral de la transformation et avec l'aide d'une assistante sexy, Pistachio peut maintenant surprendre le monde.

## Fiche technique
- Titre original et français : The Master of Disguise
- Titre québécois : Le Maître du déguisement (également nommé pour sa sortie vidéo en France et en Belgique)
- Réalisation : Perry Andelin Blake
- Scénario : Dana Carvey et Harris Goldberg
- Musique : Marc Ellis
- Photographie : Peter Lyons Collister
- Montage : Peck Prior et Sandy S. Solowitz
- Production : Barry Bernardi, Sidney Ganis, Todd Garner et Alex Siskin
- Sociétés de production : Revolution Studios et Happy Madison Productions
- Société de distribution : Columbia Pictures (États-Unis), Sony Pictures Releasing France (France)
- Pays d'origine :  États-Unis
- Langue originale : anglais
- Format : couleur - 35 mm - 1,85:1 - son DTS, Dolby Digital, SDDS
- Genre : Comédie
- Dates de sortie : 
  -  États-Unis : 2 août 2002
  -  Belgique : 19 février 2003

## Distribution
- Dana Carvey (VF : Thierry Wermuth) : Pistachio Deguismenti
- Jennifer Esposito : Jennifer Baker
- Brent Spiner (VF : Michel Papineschi) : Devlin Bowman
- Harold Gould (VF : Jean-Claude Sachot) : Grand-papa Deguismenti
- James Brolin : Fabbrizio Deguismenti
- Edie McClurg : Maman Deguismenti
- Austin Wolff : Barney Baker
- Maria Canals-Barrera : Sophia
- Mark Devine : Trent

 Source et légende : version française (VF) sur RS Doublage et selon le carton du doublage français sur le DVD zone 2.

## Commentaire
Fabbrizio Deguismenti, roi du déguisement dans le film, endosse les identités de multiples personnalités afin de commettre les méfaits au nom de Devlin Bowman. Ainsi, il se « glisse » dans la peau de l'athlète Michael Johnson, de l'acteur et gouverneur Jesse Ventura et de la chanteuse Jessica Simpson.

## Bande originale
Le vidéoclip de la b.o est "M.A.S.T.E.R., Pt. 2" (featuring Lil' Fizz from B2K), interprété par le girlsband Play.